# حرکت نکن (فیلم ۲۰۲۴)
حرکت نکن (به انگلیسی: Don't Move) یک فیلم ترسناک و دلهره‌آور آمریکایی محصول سال ۲۰۲۴ با بازی کلسی چو، فین ویتراک و دانیل فرانسیس است.

## داستان
آیریس یک صبح زود، بی‌آنکه شوهر خواب‌زده‌اش متوجه شود، به‌تنهایی به پارکی طبیعی در کالیفرنیا می‌رود. او همچنان در سوگ پسر کوچکش، ماتیو، به‌سر می‌برد؛ پسربچه‌ای که در جریان یک سفر خانوادگی برای پیاده‌روی جان خود را از دست داده بود. آیریس اسباب‌بازی قایق‌مانند ماتیو را با خود برده تا آن را کنار یادبودی که در پای یک درخت ساخته، بگذارد. اما در پس این حرکت نمادین، تصمیمی تلخ نهفته است: او قصد دارد به زندگی‌اش پایان دهد و در لبه پرتگاهی نشسته تا خودش را پایین بیندازد. در همین لحظه مردی به نام ریچارد ظاهر می‌شود و او را از تصمیمش بازمی‌دارد.
ریچارد با روایت رنج‌های شخصی‌اش تلاش می‌کند آیریس را به ادامه زندگی ترغیب کند. آیریس که حالا مردد شده، تصمیم می‌گیرد همراه او به پارکینگ خودروها بازگردد. اما ناگهان همه‌چیز تغییر می‌کند. ریچارد با شوک الکتریکی او را بی‌هوش می‌کند، دستان و پاهایش را با بست پلاستیکی می‌بندد و او را در صندوق عقب ماشین خودش قرار می‌دهد. آیریس بعد از مدتی به هوش می‌آید، دستانش را آزاد می‌کند و باعث می‌شود ریچارد کنترل ماشین را از دست بدهد و تصادف کند. او موفق به فرار می‌شود، اما متوجه می‌شود که ریچارد پیش‌تر دارویی فلج‌کننده به او تزریق کرده و آثار آن به‌تدریج در بدنش ظاهر می‌شود.
آیریس که حالا ناتوان‌تر از قبل است، خود را به دل جنگل می‌کشاند. در نهایت، کشاورزی محلی به نام بیل او را می‌یابد و به کلبه‌اش می‌برد تا کمکش کند. اما ریچارد بار دیگر پیدایش می‌شود. بیل که به او مشکوک شده، حاضر نیست چیزی بگوید و با پلیس تماس می‌گیرد. درگیری میان این دو بالا می‌گیرد، بیل کشته می‌شود و آیریس، زمانی که ریچارد کلبه را به آتش می‌کشد، ناچار می‌شود خود را نشان دهد.
ریچارد سوار بر وانت بیل می‌گریزد و به خودروی خودش بازمی‌گردد. در مسیر، افسر بزرگراهی به او مشکوک می‌شود و می‌خواهد بررسی کند، اما ریچارد او را هم به قتل می‌رساند. سپس آیریس را به دریاچه‌ای می‌برد با نیت آن‌که با بستن وزنه‌ای به بدنش، او را در قایق پارویی غرق کند. اما آیریس که بخشی از توان حرکتی‌اش را بازیافته، با چاقو به گردن ریچارد ضربه می‌زند و سپس با اسلحه‌ای که او از پلیس کشته‌شده برداشته بود، به‌سویش شلیک می‌کند. گلوله‌ها بخشی از بدنه قایق را سوراخ می‌کنند و قایق به همراه آیریس نیمه‌فلج، شروع به غرق شدن می‌کند.
با وجود ضعف جسمی، آیریس موفق می‌شود خود را از آب بیرون بکشد و تا اسکله شنا کند. ریچارد، زخمی و رو به مرگ، کمی دورتر روی ساحل افتاده است. آیریس خود را به او می‌رساند، با نگاهی عمیق به چشمانش از او تشکر می‌کند که باعث شد دوباره انگیزه زندگی را در خود پیدا کند، و سپس بی‌آنکه برگردد، راهش را از او جدا می‌کند.

## تولید
فیلمبرداری از ژوئن تا اواخر ژوئیه ۲۰۲۳ در بلغارستان انجام شد. دو روز قبل از تکمیل، تولید یک توافق موقت برای ادامه فیلمبرداری در طول اعتصاب نویسندگان اعطا شد.

## انتشار
در نوامبر ۲۰۲۳، کمپانی سیگناتور اینترتایمنت حقوق توزیع را برای بریتانیا و ایرلند به دست آورد.